# Upogebia brasiliensis
Upogebia brasiliensis är en kräftdjursart som beskrevs av Lipke Bijdeley Holthuis 1956. Upogebia brasiliensis ingår i släktet Upogebia och familjen Upogebiidae. Inga underarter finns listade i Catalogue of Life.